# Georgisch-Abchasischer Krieg
Der Georgisch-Abchasische Krieg (in Abchasien bekannt als der Patriotische Krieg des Volkes Abchasiens) war ein Konflikt, der in den Jahren 1992 und 1993 zwischen der georgischen Regierung und abchasischen Separatisten ausgetragen wurde. Der Krieg entstand aus territorialen und ethnopolitischen Spannungen nach dem Zerfall der Sowjetunion und führte zur de facto Unabhängigkeit Abchasiens, die jedoch international nicht anerkannt ist. Der Konflikt endete mit einem Waffenstillstand und einer fortdauernden, jedoch nicht stabilen politischen und militärischen Situation in der Region und der weitgehenden Vertreibung der ethnischen Georgier aus dem abchasischen Gebiet.

## Hintergrund
Die Wurzeln des Abchasien-Konflikts reichen in das Jahr 1918 zurück, als im Zuge des Auseinanderbrechens des russischen Zarenreiches die kurzlebige Transkaukasische Föderation entstand. Nach deren Auseinanderbrechen wurde Abchasien im Juni 1918 in das Staatsgebiet der Demokratischen Republik Georgien eingegliedert und erlangte für eine kurze Zeit Selbstständigkeit. Mit der Gründung der Sowjetmacht in Georgien 1921 stand die rechtliche Statusfrage Abchasiens zur Diskussion. Nach kurzen Überlegungen wurde im März 1921 parallel zur Georgischen SSR die Abchasische Sozialistische Sowjetrepublik (ASSR) ausgerufen. In der 1922 gegründeten Transkaukasischen SFSR wurde sie in ihren föderativen Rechten aufgewertet und besaß zu jener Zeit ebenbürtige Autonomiebefugnisse wie Georgien, Armenien und Aserbaidschan, die jedoch auf Initiative von Josef Stalin und Lawrenti Beria ab 1931 herabgestuft wurden. Abchasien wurde 1936 in ein autonomes Gebiet innerhalb der Georgischen SSR umgewandelt.
Seit dem Zerfall der Sowjetunion forderten viele Abchasier einen unabhängigen Staat, während die Bewohner Südossetiens einen Anschluss an Russland unterstützten. Im Südossetienkrieg (1991–1992) kämpften südossetische Separatisten gegen die georgische Regierung. Mit dem Einmarsch russischer Truppen im Sommer 1992 wurde der Konflikt beendet. Abchasien und Südossetien sind seitdem selbsterklärte unabhängige Staaten, die aber international kaum anerkannt sind. Sie hängen sehr stark von militärischer und wirtschaftlicher Hilfe Russlands ab.

## Konfliktverlauf
Am 23. Juli 1992 erklärte die autonome Republik Abchasien ihre Unabhängigkeit. Schon nach kurzer Zeit kam es zu steigenden Spannungen zwischen Abchasien und Georgien. In der Nacht vom 13. auf den 14. August 1992 überschritten georgische Truppen die Grenze zu Abchasien und begründeten dies damit, georgische Staatsvertreter befreien zu wollen. Am 18. August stellten die Konföderation der Kaukasusvölker sowie am 25. August der georgische Oberkommandeur Giorgi Karkarashvili den jeweiligen Konfliktparteien ein Ultimatum. Trotz des am 3. September beschlossenen Waffenstillstands nahmen die abchasischen Streitkräfte bei der Schlacht von Gagra vom 1. bis 6. Oktober die Stadt Gagra ein. Georgien bat daraufhin die NATO um Hilfe, um die territoriale Integrität zu bewahren. Zwischenzeitlich kam es zu Friedensgesprächen und Waffenstillständen, welche jedoch nicht eingehalten wurden.
Beide Kriegsparteien erfuhren Unterstützung von Seiten ausländischer Freiwilliger; Mitglieder der rechtsextremen ukrainischen Partei UNA-UNSO kämpften auf Seiten der Georgier, während Armenier und Russen die abchasischen Freischärler unterstützten.
Ende September 1993 wurde Sochumi von den Separatisten erobert. Zwischen dem 20. und 23. September wurden 5 Zivilflugzeuge (3 davon am Boden) zerstört. Bei den Angriffen starben 137 Menschen. Am 27. September 1993 kam es dort zu einem Massaker an der georgischen Zivilbevölkerung, bei denen über 7000 Menschen getötet wurden. Solche Verbrechen wurden methodisch von beiden Seiten des Konflikts zum Zwecke der ethnischen Säuberung strategischer Gebiete von der jeweils anderen Bevölkerungsgruppe eingesetzt und fanden erstmals von georgischer Seite in der zweiten Hälfte von 1992 statt. Mit der Einnahme Sochumis kam es zur Einstellung der Kriegshandlungen.

## Friedensabkommen
Am 14. Mai 1994 wurde nach drei vergeblichen Anläufen unter Vermittlung der Vereinten Nationen ein Waffenstillstand vereinbart. Er sah vor, dass Abchasien eine eigene Flagge, ein Wappen und eine eigene Verfassung haben darf. Fortan sorgten 1500 russische Soldaten als Friedenstruppe der Gemeinschaft Unabhängiger Staaten (GUS) für die Einhaltung des 1994 geschlossenen Waffenstillstandes zwischen Georgiern und Abchasen. Die Einhaltung des Abkommens wurde durch eine 121-köpfige United Nations Observer Mission in Georgia (UNOMIG) überwacht. Deutschland stellte mit elf Soldaten ebenfalls ein Kontingent der Mission. Abchasien fiel für mehrere Jahre unter eine Blockade der Gemeinschaft unabhängiger Staaten.

## Folgen
Im zweijährigen Krieg um Abchasien starben rund 10.000 Menschen. Mehr als die Hälfte davon waren Zivilisten. Im Zuge der abchasischen Gegenoffensive im Sommer 1993 wurden so gut wie alle georgischen Einwohner der abtrünnigen Provinz (250.000 Menschen) aus ihren Heimatorten vertrieben. Ungefähr 50.000 georgische Flüchtlinge kehrten in den Folgejahren in die angrenzende Stadt Gali im Süden Abchasiens wieder zurück. Sie halten sich dort allerdings nicht dauerhaft auf, sondern migrieren immer wieder zwischen Gali und Sugdidi auf der georgischen Seite der Konfliktlinie.